# Jacques Félix Emmanuel Hamelin
Pour les articles homonymes, voir Hamelin.
Le baron Jacques Félix Emmanuel Hamelin, né à Honfleur le 13 octobre 1768 et mort à Paris le 23 avril 1839, est un contre-amiral français.

## Biographie

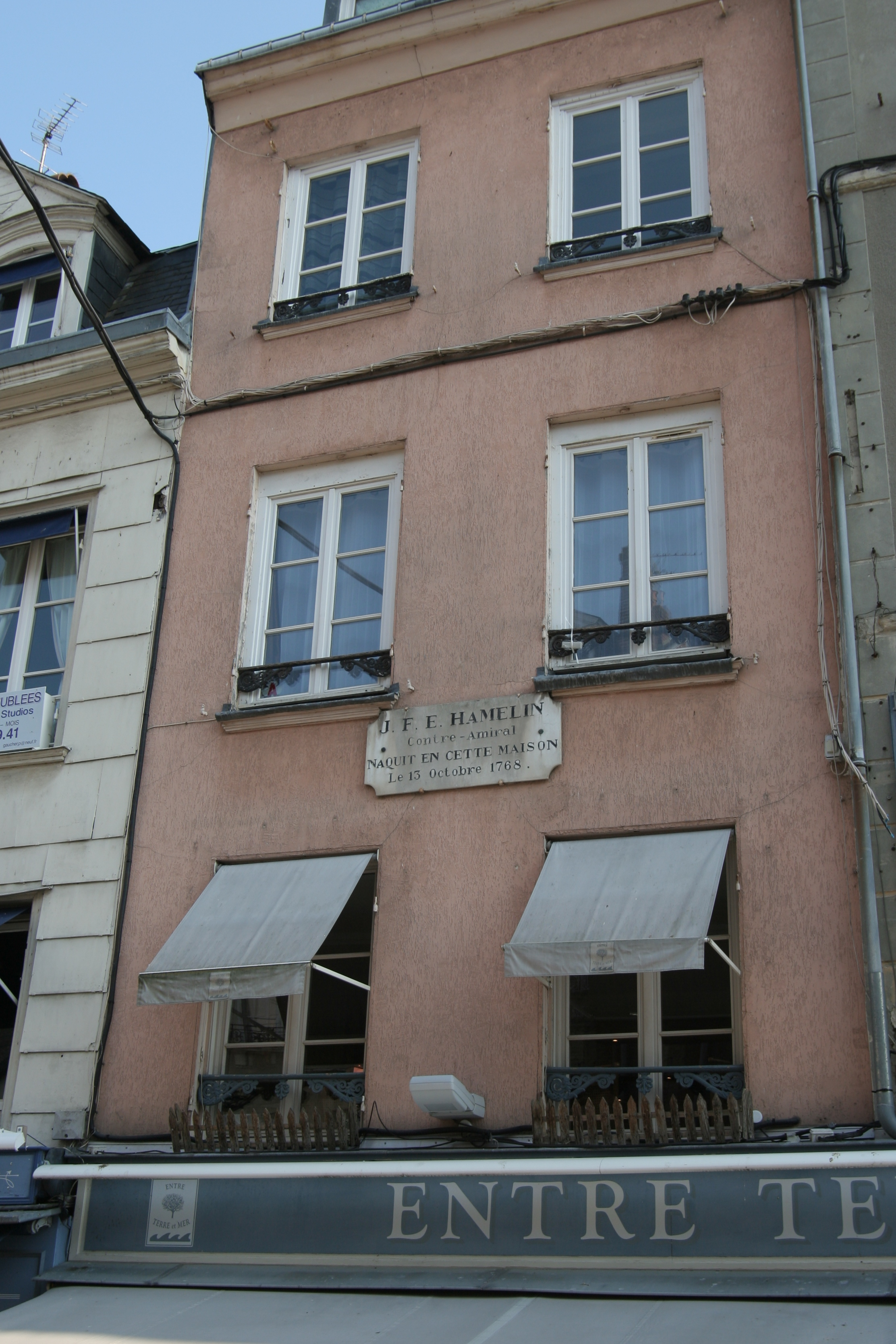
Maison natale de l'amiral Hamelin à Honfleur.

Il s'embarqua à 17 ans, comme pilotin, sur un bâtiment destiné pour la traite et appartenant à son oncle. En avril 1786 il passa sur le navire l'Asie dans la marine marchande, destiné pour la côte d'Angola, fit une campagne de dix-huit mois, puis passa à Cherbourg, sur le Triton, en qualité de matelot timonier. En juillet 1788, M. Hamelin retourna à Honfleur, où il s'embarqua comme enseigne sur le navire la Jeune Mina, et fit plusieurs campagnes sur différents navires. En 1792 il quitta le commerce, entra dans la marine militaire et passa comme aide-timonier sur le vaisseau de l'État l'Entreprenant en août 1792, qui faisait partie d'une division navale aux ordres du contre-amiral Louis-René-Madeleine de Latouche-Tréville. Cette division, réunie à l'escadre de l'amiral Laurent Jean François Truguet, participa aux opérations dirigées contre Oneille, Cagliari et Nice.
En août 1793, à la suite d'un examen qu'il sollicita et obtint de l'amiral Trogoff, Hamelin fut nommé enseigne sur la frégate la Proserpine, avec laquelle il fit dans l'océan plusieurs croisières, s'empara de la frégate hollandaise la Vigilante et d'une partie du convoi qu'elle escortait.
Nommé lieutenant en août 1795, il fit à Toulon l'armement de la Minerve, capitaine Perrée, participa sur cette frégate au combat du 7 mars 1795, à la suite duquel fut pris le vaisseau britannique le Berwich, et y fut blessé, et à celui du 7 octobre 1795, où le contre-amiral Richery s'empara du vaisseau le Censeur et d'environ trente bâtiments marchands.
Le 21 novembre 1796, Hamelin fut nommé capitaine de frégate et passa comme second sur la Révolution, à bord duquel il fit la campagne d'Irlande ; puis comme premier sur la frégate la Fraternité, qu'il quitta après trois mois pour prendre le commandement de la Précieuse, sous les ordres de l'amiral Eustache Bruix. Il s'embarqua ensuite comme second sur le vaisseau le Formidable.

### L'expédition Baudin

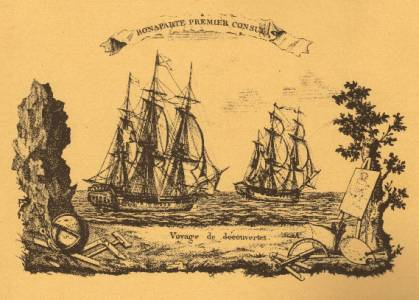
Le Géographe et le Naturaliste.

Jacques Félix Hamelin, capitaine de frégate, fit partie de l'expédition Baudin en commandant le Naturaliste, un navire de 24 canons. Ils quittent le Havre le 19 octobre 1800, pour une campagne qui durera jusqu'au 23 juin 1803. Ils font escale à Santa Cruz de Tenerife, pour arriver en direct ensuite à l'Isle de France (Maurice) le 15 mars 1801, 145 jours plus tard, voyage trop long et rationnements prématurés découragent matelots et savants dont certains restent sur place. La colonie n'était pas fâchée de renforcer ses équipages en cas de conflit et de recueillir ces nouvelles compétences.  Le 25 avril 1801, après avoir laissé des savants à Port-Louis et pu compléter son équipage grâce au gouverneur et à la Commission, Nicolas Baudin reprend son périple avec des bestiaux donnés au dernier moment par l'ordonnateur-général Chanvallon pour peupler les îles.
Ils se dirigent vers la Nouvelle-Hollande, mais sont séparés par une tempête au mois de juin, Baudin et Hamelin se retrouveront au fort Concordia le 13 ou le 26 septembre 1801. La paix d'Amiens (25 mars 1802 au 17 mai 1803) qui venait d'être signée facilite l'escale à Port Jackson, où ils sont fort bien reçus par le gouverneur Philip Gidley King. Baudin fait construire une goélette la Casuarina, dont il confie le commandement à Henri de Freycinet pour pouvoir approcher des côtes. Le 1er juillet Baudin décide de renvoyer en France le Naturaliste par le cap de Bonne-Espérance avec les plantes et les animaux vivants déjà rassemblés, ce sont les hommes les plus fatigués qui constitueront l'équipage. Le 21 juillet Flinders, leur concurrent dans la découverte des côtes australiennes, quitte Port Jackson pour reprendre ses explorations de la côte du Queensland, le détroit de Torrès et le golfe de Carpentarie. Parti le 17 novembre 1802 de Port Jackson, le Naturaliste se sépare du Géographe à la hauteur de l'île King, s'arrête une dizaine de jours en février 1803 à l'Isle de France et arrive le 6 juin 1803 au Havre, après une escale "forcée" à Portsmouth où la Minerve l'avait conduit.
Son nom fut donné au Havre Hamelin et à la baie d'Hamelin en Australie, ainsi qu'à l'île Hamelin en Nouvelle-Calédonie.

### Le retour en France
Napoléon Bonaparte, alors Premier consul, à qui il fut présenté à son retour, lui fit un accueil flatteur et le nomma capitaine de vaisseau en septembre 1803. On s'occupait alors de l'équipement de la grande flottille destinée à la descente au Royaume-Uni, et le Premier consul attachait la plus grande importance à la réunion prompte et sûre de tous les bâtiments qui devaient la composer au port de Boulogne. Le capitaine Hamelin fut chargé d'y conduire successivement les escadres, et il déploya dans cette mission souvent périlleuse une activité et une bravoure des plus honorables.
En juillet 1806, après le désarmement de la flottille, Hamelin reçut l'ordre de prendre au Havre le commandement de la frégate la Vénus. Il fit route pour l'île de France (aujourd'hui île Maurice) et, chemin faisant, il s'empara de quatre bâtiments, et en mars 1809, il entrait au port Napoléon ; le 26 avril ayant obtenu du capitaine général de l'île de France d'entreprendre une croisière, il appareilla, ayant sous ses ordres la Vénus, la frégate la Manche, le brick l'Entreprenant et la goëlette la Créole. Il visita Madagascar, où il délivra Foulpointe, assiégé par les Malgaches, se dirigea sur le golfe du Bengale, établit sa croisière à l'entrée du canal Saint-Georges, s'empara de plusieurs bâtiments britanniques, coula bas un grand nombre de petits bateaux chargés pour le compte des Britanniques, s'empara de Tappanouli, établissement britannique situé dans la baie de l'île de Sumatra, et le 18 novembre 1809, faisant route pour revenir à l'île de France, fit la capture de trois grands bâtiments de la Compagnie anglaise des Indes orientales. Lors de l'attaque dirigée par les Britanniques contre l'île, il fit de nouvelles prises, dont la principale fut la frégate britannique le Ceylan. Malheureusement, surpris lui-même par des forces supérieures, privé d'ailleurs de son mât d'artimon et de ses trois mâts de hune, il fut forcé d'amener son pavillon, après un combat acharné.
Revenu en France en février 1811, il fut présenté à l'Empereur qui le félicita. Il fut nommé commandeur de la Légion d'honneur, créé baron d'Empire, élevé au grade de contre-amiral et nommé au commandement d'une division de l'escadre aux ordres de l'amiral Édouard Thomas Burgues de Missiessy, dans l'Escaut, puis, en mars 1813, de l'escadre réunie à Brest. En juillet 1814 il fut mis en  disponibilité. Au mois d'avril 1818 il reçut l'ordre de se rendre à Toulon pour y remplir les fonctions de major général de la marine, poste qu'il occupa jusqu'au 18 mai 1822. Dans cet intervalle il avait été nommé grand officier de la Légion d'honneur au commencement de 1823, il commandait la division navale réunie devant Cadix, dont l'armée faisait le siège par terre, lorsque, sur sa demande et pour motif de santé, il fut remis en disponibilité.

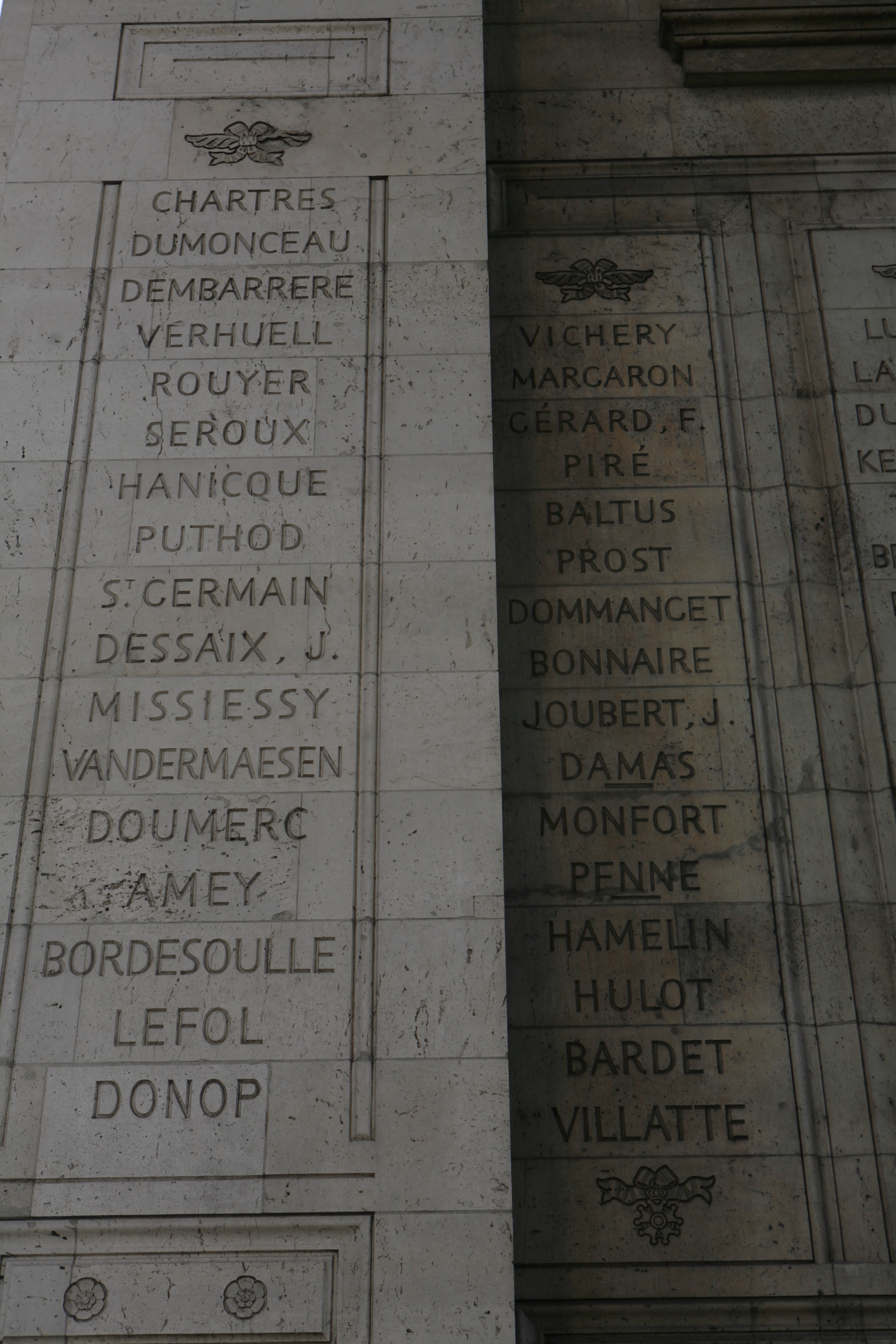
Noms gravés sous l'arc de triomphe de l'Étoile : pilier Ouest, 1re et 2e colonnes.

En 1832 le baron Hamelin fut chargé de l'inspection générait des équipages de ligne, et en 1833 il fut nommé directeur des cartes et plans de la marine. Il est mort à Paris le 23 avril 1839 et est enterré au cimetière du Père-Lachaise (25e division).
Son neveu, Ferdinand Hamelin (1794-1864) fut amiral de France et ministre de la Marine de Napoléon III.

## Distinctions
- Chevalier de l'ordre royal et militaire de Saint-Louis
- Grand officier de la Légion d'honneur

## Armoiries
| Figure | Blasonnement |
|        | Armes du baron Jacques Félix Emmanuel Hamelin et de l'Empire Écartelé : aux 1 et 4, d'argent, à un cygne de sable ; au 2 du quartier des barons militaires de l'Empire ; au 3, d'azur, à une ancre d'or. - Livrées : les couleurs de l'écu. |

## Pour approfondir

### Source
« Jacques Félix Emmanuel Hamelin », dans Charles Mullié, Biographie des célébrités militaires des armées de terre et de mer de 1789 à 1850, 1852 [détail de l’édition]